# Cadre-47/2-Europameisterschaft der Junioren 1999/2000
Die Cadre-47/2-Europameisterschaft der Junioren 2000 war das 24. Turnier in dieser Disziplin des Karambolagebillards und fand vom 14. bis zum 16. April 2000 in Duisburg statt. Die Meisterschaft zählte zur Saison 1999/2000.

Logo CEB (ausrichtender Verband)

## Geschichte
Dave Christiani siegte in Duisburg zum dritten Mal in Folge und stellte den Rekord Stany Buyle und Frédéric Caudron ein. Zweiter wurde Sjors van Ginneken vor Frédéric Mottet.

## Modus
Gespielt wurde eine Vorrunde im Round-Robin-Modus, danach eine Knock-out-Runde  bis 200 Punkte oder 20 Aufnahmen.
Platzierung in den Tabellen bei Punktgleichheit:
1. MP = Matchpunkte
2. GD = Generaldurchschnitt
3. HS = Höchstserie

## Vorrunde
| Abschlusstabelle Gruppe A | Abschlusstabelle Gruppe A | Abschlusstabelle Gruppe A | Abschlusstabelle Gruppe A | Abschlusstabelle Gruppe A | Abschlusstabelle Gruppe A | Abschlusstabelle Gruppe A | Abschlusstabelle Gruppe A | Abschlusstabelle Gruppe A |
| Platz                     | Name                      | MP                        | Pkte                      | Aufn.                     | GD                        | BED                       | HS                        |                           |
| ------------------------- | ------------------------- | ------------------------- | ------------------------- | ------------------------- | ------------------------- | ------------------------- | ------------------------- | ------------------------- |
| 1                         | Dave Christiani           | 6:0                       | 600                       | 21                        | 28,57                     | 33,33                     | 197                       |                           |
| 2                         | Frédéric Mottet           | 4:2                       | 565                       | 39                        | 14,48                     | 12,50                     | 101                       |                           |
| 3                         | Marcel Mielke             | 2:4                       | 325                       | 44                        | 7,38                      | 7,50                      | 56                        |                           |
| 4                         | Nikolaj Bilecki           | 0:6                       | 211                       | 42                        | 5,02                      | -                         | 23                        |                           |

| Abschlusstabelle Gruppe B | Abschlusstabelle Gruppe B | Abschlusstabelle Gruppe B | Abschlusstabelle Gruppe B | Abschlusstabelle Gruppe B | Abschlusstabelle Gruppe B | Abschlusstabelle Gruppe B | Abschlusstabelle Gruppe B | Abschlusstabelle Gruppe B |
| Platz                     | Name                      | MP                        | Pkte                      | Aufn.                     | GD                        | BED                       | HS                        |                           |
| ------------------------- | ------------------------- | ------------------------- | ------------------------- | ------------------------- | ------------------------- | ------------------------- | ------------------------- | ------------------------- |
| 1                         | Sjors van Ginneken        | 4:2                       | 513                       | 23                        | 22,30                     | 33,33                     | 92                        |                           |
| 2                         | Thorsten Frings           | 4:2                       | 431                       | 29                        | 14,86                     | 28,57                     | 91                        |                           |
| 3                         | Juan Antonio Navarro      | 4:2                       | 464                       | 32                        | 14,50                     | 20,00                     | 78                        |                           |
| 4                         | Christoph Oberberger      | 0:6                       | 185                       | 38                        | 4,86                      | -                         | 25                        |                           |

| Abschlusstabelle Gruppe C | Abschlusstabelle Gruppe C | Abschlusstabelle Gruppe C | Abschlusstabelle Gruppe C | Abschlusstabelle Gruppe C | Abschlusstabelle Gruppe C | Abschlusstabelle Gruppe C | Abschlusstabelle Gruppe C | Abschlusstabelle Gruppe C |
| Platz                     | Name                      | MP                        | Pkte                      | Aufn.                     | GD                        | BED                       | HS                        |                           |
| ------------------------- | ------------------------- | ------------------------- | ------------------------- | ------------------------- | ------------------------- | ------------------------- | ------------------------- | ------------------------- |
| 1                         | Martien van der Spoel     | 6:0                       | 600                       | 20                        | 30,00                     | 100,00                    | 139                       |                           |
| 2                         | Benoit Legros             | 4:2                       | 458                       | 32                        | 14,31                     | 25,00                     | 101                       |                           |
| 3                         | Régis Barillaro           | 2:4                       | 291                       | 26                        | 11,19                     | 12,50                     | 55                        |                           |
| 4                         | Briece Briére             | 0:6                       | 327                       | 42                        | 7,78                      | -                         | 37                        |                           |

| Abschlusstabelle Gruppe D | Abschlusstabelle Gruppe D | Abschlusstabelle Gruppe D | Abschlusstabelle Gruppe D | Abschlusstabelle Gruppe D | Abschlusstabelle Gruppe D | Abschlusstabelle Gruppe D | Abschlusstabelle Gruppe D | Abschlusstabelle Gruppe D |
| Platz                     | Name                      | MP                        | Pkte                      | Aufn.                     | GD                        | BED                       | HS                        |                           |
| ------------------------- | ------------------------- | ------------------------- | ------------------------- | ------------------------- | ------------------------- | ------------------------- | ------------------------- | ------------------------- |
| 1                         | Vladislav Tauterman       | 6:0                       | 600                       | 34                        | 17,64                     | 40,00                     | 113                       |                           |
| 2                         | Emanuel Lefranc           | 4:2                       | 470                       | 24                        | 19,58                     | 28,57                     | 86                        |                           |
| 3                         | Thomas Schioler           | 2:4                       | 455                       | 27                        | 16,85                     | 50,00                     | 157                       |                           |
| 4                         | Raúl Cuenca               | 0:6                       | 251                       | 29                        | 8,65                      | -                         | 57                        |                           |

## Finalrunde
|  | Viertelfinale 200/20  | Viertelfinale 200/20  |                    |                      | Halbfinale 200/20     | Halbfinale 200/20 |  |  | Finale 200/20 | Finale 200/20 |
|  |                       |                       |                    |                      |                       |                   |  |  |               |               |
|  |                       |                       |                    |                      |                       |                   |  |  |               |               |
|  | Dave Christiani       | 2:0/200/3/66,66/161   |                    |                      |                       |                   |  |  |               |               |
|  | Dave Christiani       | 2:0/200/3/66,66/161   |                    |                      |                       |                   |  |  |               |               |
|  | Emanuel Lefranc       | 0:2/66/3/22,00/58     |                    |                      |                       |                   |  |  |               |               |
|  | Emanuel Lefranc       | 0:2/66/3/22,00/58     | Dave Christiani    | 2:0/200/7/28,57/80   |                       |                   |  |  |               |               |
|  |                       |                       | Dave Christiani    | 2:0/200/7/28,57/80   |                       |                   |  |  |               |               |
|  |                       | Martien van der Spoel | 0:2/36/7/5,14/24   |                      |                       |                   |  |  |               |               |
|  | Martien van der Spoel | Martien van der Spoel | 0:2/36/7/5,14/24   | 2:0/200/5/40,00/95   |                       |                   |  |  |               |               |
|  | Martien van der Spoel |                       |                    | 2:0/200/5/40,00/95   |                       |                   |  |  |               |               |
|  | Thorsten Frings       | 0:2/82/5/16,40/45     |                    |                      |                       |                   |  |  |               |               |
|  |                       |                       | Dave Christiani    | 2:0/200/3/66,66/103  |                       |                   |  |  |               |               |
|  |                       |                       |                    | Sjors van Ginneken   | 0:2/157/3/52,33/65    |                   |  |  |               |               |
|  | Sjors van Ginneken    | 2:0/200/7/28,57/81    |                    |                      |                       |                   |  |  |               |               |
|  | Benoit Legros         | 0:2/146/7/20,85/103   |                    |                      |                       |                   |  |  |               |               |
|  | Benoit Legros         | 0:2/146/7/20,85/103   | Sjors van Ginneken | 2:0/200/2/100,00/187 |                       |                   |  |  |               |               |
|  |                       |                       | Sjors van Ginneken | 2:0/200/2/100,00/187 | Spiel um Platz 3      |                   |  |  |               |               |
|  |                       | Frédéric Mottet       | 0:2/33/2/16,50/31  |                      |                       |                   |  |  |               |               |
|  | Vladislav Tauterman   | Frédéric Mottet       | 0:2/33/2/16,50/31  | 0:2/115/3/38,33/74   | Martien van der Spoel | 0:2/58/7/8,28/21  |  |  |               |               |
|  | Vladislav Tauterman   |                       |                    | 0:2/115/3/38,33/74   | Martien van der Spoel | 0:2/58/7/8,28/21  |  |  |               |               |
|  | Frédéric Mottet       | 2:0/200/3/66,66/94    |                    | Frédéric Mottet      | 2:0/200/7/28,57/68    |                   |  |  |               |               |
|  | Frédéric Mottet       | 2:0/200/3/66,66/94    |                    |                      | 2:0/200/7/28,57/68    |                   |  |  |               |               |
|  |                       |                       |                    |                      |                       |                   |  |  |               |               |

## Endergebnis
| MP    | Match Points (Sieger = 2; Unentschieden = 1; Verlierer = 0) |
| Pkte. | Erzielte Karambolagen                                       |
| Aufn. | Benötigte Versuche                                          |
| GD    | Generaldurchschnitt                                         |
| BED   | Bester Einzeldurchschnitt eines Spielers                    |
| HS    | Höchstserie                                                 |
|       | Bester GD des Turniers                                      |
|       | Bester ED des Turniers                                      |
|       | Beste HS des Turniers                                       |
|       | 1. Platz (Gold)                                             |
|       | 2. Platz (Silber)                                           |
|       | 3. Platz (Bronze)                                           |

| Platz                      | Name                  | MP   | Pkte | Aufn. | GD    | BED    | HS  |
| -------------------------- | --------------------- | ---- | ---- | ----- | ----- | ------ | --- |
| 1                          | Dave Christiani       | 12:0 | 1200 | 34    | 35,29 | 66,66  | 197 |
| 2                          | Sjors van Ginneken    | 8:4  | 1070 | 35    | 30,57 | 100,00 | 187 |
| 3                          | Frédéric Mottet       | 8:4  | 998  | 51    | 19,56 | 66,66  | 101 |
| 4                          | Martien van der Spoel | 8:4  | 894  | 39    | 22,92 | 100,00 | 139 |
| 5                          | Vladislav Tauterman   | 6:2  | 715  | 37    | 19,32 | 40,00  | 113 |
| 6                          | Emanuel Lefranc       | 4:4  | 536  | 27    | 19,85 | 28,57  | 86  |
| 7                          | Benoit Legros         | 4:4  | 604  | 39    | 15,48 | 25,00  | 103 |
| 8                          | Thorsten Frings       | 4:4  | 513  | 34    | 15,08 | 28,57  | 91  |
| 9                          | Juan Antonio Navarro  | 4:2  | 464  | 32    | 14,50 | 20,00  | 78  |
| 10                         | Thomas Schioler       | 2:4  | 455  | 27    | 16,85 | 50,00  | 157 |
| 11                         | Régis Barillaro       | 2:4  | 291  | 26    | 11,19 | 12,50  | 55  |
| 12                         | Marcel Mielke         | 2:4  | 325  | 44    | 7,38  | 7,50   | 56  |
| 13                         | Raúl Cuenca           | 0:6  | 251  | 29    | 8,65  | -      | 57  |
| 14                         | Briece Briére         | 0:6  | 327  | 42    | 7,78  | -      | 37  |
| 15                         | Nikolaj Bilecki       | 0:6  | 211  | 42    | 5,02  | -      | 23  |
| 16                         | Christoph Oberberger  | 0:6  | 185  | 38    | 4,86  | -      | 25  |
| Turnierdurchschnitt: 15,69 |                       |      |      |       |       |        |     |